# Iffou
Iffou és una de les 31 regions de Costa d'Ivori. Està situada a l'est del centre del país. Daoukro n'és la capital. Segons el pre-cens de té 311.642 habitants. Juntament amb les regions de Moronou i de N'Zi conformen el Districte dels Llacs.

## Situació geogràfica i regions veïnes
Iffou està situat al centre-nord de l'est de Costa d'Ivori. Fa frontera amb la regió de Gbeke, a l'oest, amb N'Zi al sud, amb Indénié Djuablin i Gontougo a l'est i amb Hambol al nord.
Daoukro, la seva capital, està a 120 km a l'oest d'Abengourou i a 125 km a l'est de Dimbokro.

## Subdivisió administrativa
Iffou està subdividit en els següents departaments i municipis:
- Departament de Daoukro - 159.085 habitants
  - Daoukro - 73.134
  - Ettrokro - 16.492
  - N'Gattakro - 13.480
  - Samanza - 10.260
- Departament de M'Bahiakro - 79.768 habitants
  - Bonguéra - 18.560
  - Kondossou - 11.320
  - M'Bahiakro - 49.888
- Departament de Ouellé -
  - Akpassanou - 6.178
  - Ananda - 12.020
  - Ouellé - 27.521
- Departament de Prikro - 72.789 habitants
  - Anianou - 5.814
  - Koffi-Amonkro - 11.893
  - Nafana - 10.623
  - Prikro - 33.242
  - Famienkro - 11.217

## Cultura i etnologia
La llengua vernacle d'Iffou és el baulé.

### Etnologia
Els baules són els membres del grup ètnic propi de la seva capital.

## Infraestructures i transports
La A8 és la carretera principal que hi ha a la regió d'Iffou.